# Pešter
Pešter (cyr. Пештер) – płaskowyż w południowo-zachodniej Serbii.
Rozpościera się pomiędzy rzekami Ibar i Lim oraz Novopazarskim i Sjeničkim poljem. Jego wysokość bezwzględna waha się w przedziale 1000–1200 m n.p.m. Obszar charakteryzuje się występowaniem surowych zim z temperaturami sięgającymi nawet –39 °C. Jest zbudowany z wapienia i występują na nim formy krasowe (np. Peštersko polje) oraz torfowiska i wilgotne łąki. Znaczną część jego powierzchni (prawie 60 tys. ha) pokrywają pastwiska. Uprawiane są na nim jęczmień i żyto.
Położone na nim jest miasteczko Sjenica.